# Давай сделаем это по-быстрому
«Дава́й сде́лаем э́то по-бы́строму» (англ. The Quickie) — художественный фильм Сергея Бодрова-старшего.

## Сюжет
Русский мафиозный главарь Олег решил отойти от дел. Он переехал за границу и поселился в роскошном особняке у моря. Но тут он получает предупреждение, что его хотят убить. Олег отправляет несколько своих бандитов в Москву, чтобы они убили какого-то его недруга, но их пристрелили ещё по дороге в аэропорт. Молодой латиноамериканский любовник матери Олега собрал таких же латиноамериканских боевиков и начал готовить усадьбу к обороне. Но враг всё равно найдёт возможность сделать своё дело.[уточнить]

## В ролях
| Актёр                | Роль                        |
| -------------------- | --------------------------- |
| Владимир Машков      | Олег                        |
| Дженнифер Джейсон Ли | Лиза                        |
| Дин Стоквелл         | Майкл                       |
| Генри Томас          | Алекс                       |
| Сергей Бодров-мл.    | Дима                        |
| Хсу Гарсия           | любовник Анны Мигель Варгас |
| Бренда Бакки         | Джейн                       |
| Евгений Лазарев      | Дядя Анатолий               |
| Лесли Энн Уоррен     | Анна Сергеевна Петрова      |
| Олег Тактаров        | Борис                       |

## Награды
Актёр Владимир Машков удостоин награды Серебряный Георгий за лучшую мужскую роль на ММКФ 2001